# Lawe Desky Tongah
Lawe Desky Tongah is een bestuurslaag in het regentschap Aceh Tenggara van de provincie Atjeh, Indonesië. Lawe Desky Tongah telt 416 inwoners (volkstelling 2010).